# Алексеевка (Алексеевский сельсовет, Алтайский край)
Алексеевка — село в Чарышском районе Алтайского края России. До 4 марта 2022 года административный центр сельского поселения Алексеевский сельсовет.

## География
Расположен на юге региона, в горной местности, у реки Поперечная.
Климат
континентальный. Средняя температура января −17 °C, июля +18,3 °C. Годовое количество атмосферных осадков — 600 мм.
Почвы 
южные горные чернозёмы.

## История
Основано в 1909 г.
В 1928 году состояло из 38 хозяйств. В административном отношении входило в состав Красноорловского сельсовета Бащелакского района Бийского округа Сибирского края.

## Население
| 1926 | 2002 | 2005 | 2006 | 2007 | 2008 | 2009 | 2010 | 2011 | 2012 | 2013 |
| ---- | ---- | ---- | ---- | ---- | ---- | ---- | ---- | ---- | ---- | ---- |
| 187  | ↗764 | ↘670 | ↘634 | ↗676 | ↘660 | ↘635 | ↘544 | ↘542 | ↗557 | ↘515 |

Национальный состав
В 1928 году основное население — русские.
Согласно результатам переписи 2002 года, в национальной структуре населения русские составляли 98 %.

## Инфраструктура
Администрация поселения.

## Транспорт
Алексеевка доступна автомобильным транспортом. Выезд на автодорогу регионального значения 01 ОП РЗ 01К-18 Алейск — Чарышское.